# El Huizache, San José del Rincón
El Huizache är en ort i kommunen San José del Rincón i delstaten Mexiko i Mexiko. Samhället hade 584 invånare vid folkräkningen 2020.